# AC-90179
AC-90179 je piperidinski derivat koji deluje kao inverzni agonist na 5-HT2A serotoninskog receptora i antagonist na 5-HT2C. Razvijen je kao potencijalni antipsihotik, ali nije korišćen za medicinsku primenu zbog loše oralne bioraspoloživosti; međutim, i dalje se koristi kao alatno jedinjenje u farmakološkim istraživanjima.